# 전라도 섬노예
전라도 섬노예는 전라도의 도서 지역에서 오랜 기간 광범위하게 벌어지는 인신매매를 통한 노동 착취나 강제 성매매 등의 인권 유린이다.

## 명칭과 배경
전라도 섬노예는 전라도 도서 지역에서 빈발하는 강압적인 인권 침해로, 언론과 사회 전반적으로 이같은 명칭으로 많이 불리고 있다. 과거에는 교통이나 통신 수단이 발달하지 않아 알려진 사례가 많지 않았으나, 현대에 들어서면서 점점 많은 전라도 섬노예 사례가 밝혀지고 있다.
전라도 도서 지역은 2000여개가 넘는 섬들로 구성되어 있어, 무수히 많은 폐쇄적 지역사회에 중앙의 공권력이 깊숙하게 관여하기 힘든 특수한 사회 구조를 이루고 있다. 이와 유사한 경우로는 반군과 무법자들이 활개치는 많은 섬들에 치안 당국의 힘이 제대로 미치지 않는 필리핀이 있다. 한번 외지인들이 납치를 당해서 이곳 섬 지역에 발을 들이면, 바다에 둘러싸인 수많은 섬들 중에 하나라는 구조적 장벽과 폐쇄적인 지역 카르텔로 인해 쉽게 탈출하기가 힘들다. 이들은 외부로부터 고립되어 지역사회의 묵인 하에 강제적으로 노동이나 성매매를 하게 된다. 전문가들은 섬이 많은 전라도의 도서 지역에서는 폐쇄성으로 인해 외지인에 대한 범죄는 은폐가 용이할 것이라는 공동체 구성원들의 범죄심리가 작용할 수 있다고 지적한다.

## 전라도 도서 지역 성노예 여성
1980년대 들어 고도 경제성장과 더불어 성 관련 산업이 폭발적으로 증가해 성매매 여성 공급이 성매수자 수요를 따라가지 못 하자, 인신매매가 점점 조직화 되고 여성들이 납치되어 강제 윤락 행위를 하는 일이 잦아졌는데, 전라도 도서 지역의 낙도로 끌려갈 경우 거의 대부분 탈출은 꿈도 꾸지 못 하는 경우가 많아 당시에도 이 지역은 인권 사각지대로 알려져 있었다.
이러한 지역의 폐쇄적 특수성으로 인해 감금 성노예에 대한 신고가 들어와도 해당 인원을 전부 구출해내는 건 쉽지 않은 일이었다. 1991년에는 전라남도 신안군 흑산도 일대로 끌려와 강제로 성매매를 하는 10여명의 부녀자들이 있다며 감금된 납치 여성이 서울에 있는 가족들에게 편지를 보내서 수사가 시작됐지만, 실질적으로 이들을 찾아내는 건 불가능했다. 1997년에는 흑산도에서 현지 경찰과 결탁한 업주들에 의해 육지에서 팔려온 접대부들이 갖은 폭행을 당하며 화대도 제대로 받지 못한 채, 성병에 걸려도 강제로 성매매를 해야 하는 참혹한 생활이 MBC 뉴스데스크의 고발 코너인 '카메라 출동'에서 '현대판 노예의 섬'이라는 제목으로 방영되었다.
이같은 고발에도 해당 섬지역의 담합적인 강제 성노예 행태는 근절되지 않았다. 2003년 12월, 800만원의 선불금을 갚지 못한 25살 김 모씨는 전남 거문도의 한 티켓다방으로 끌려와, 골방에 갇힌 채 삼엄한 감시 속에 선원과 주민들을 상대로 하루에도 몇 번이나 성매매를 강요당했다. 티켓다방 업주 정 모씨는 김씨가 도착하자마자 휴대전화를 정지시키고 “연락선 선주들도 모두 내 편이니 탈출할 생각은 꿈도 꾸지 마라”며 협박했다고 알려져, 지역 사회의 유착이 있었음이 드러났다. 7개월 간 강제 성매매 감금 생활이 계속되자, 김씨는 오빠에게 구해달라는 전화를 몰래 걸어 자신이 감금됐다는 사실을 알렸고 출동한 경찰에 의해 구조됐다.
2004년 5월에는 전라남도의 한 섬에서 수개월간 갇혀 성노예 생활을 했던 여성들이 국가를 상대로 집단 소송을 하기도 하였다. 이들은 지역 경찰이 업주에게서 뇌물을 받고 구타 신고를 무시했으며 매월 일정액을 상납받았다는 증언을 하였고, 인구 500여명에 불과한 섬에서 지역사회와 유착한 현지 공권력의 묵인이 있었다고 주장하면서, 이에 대한 관리 감독의 책임이 있는 국가에 책임을 물었다. 2010년 11월에도 미성년자 2명을 전라남도 완도군 금일도의 섬 다방에 팔아넘겨 2개월 동안 성매매를 강요한 인신매매 일당이 검거되었다.

## 전라도 도서 지역 강제노동 착취
전라도 도서 지역 강제노동 섬노예는 주로 인신매매나 직업소개소를 통해 데려온 미성년자, 노숙자, 장애인들로 구성되었고, 오래 전부터 이들에게 어선, 김 양식장, 염전 등에서 강압적인 노동을 시키는 행태가 계속되어 왔다.

### 머슴
1961년 5월 전라남도 진도군 조도면 까치섬에 15세 전후의 소년 40여명이 8년 간 소년 강제수용소에 수용되어 하루 두 그릇의 보리가루죽으로 연명하며 강제 노동을 하고 있다는 사실이 유괴 후 강제수용소에서 탈출한 13세 김성기 소년의 신고로 알려졌다. 1966년 10월 경찰은 12~15세의 소년 26명을 유괴해 강제노동을 시킨 전라남도 진도군 나배도리 주민 28명을 검거, 9명을 긴급 구속하였다. 주민들이 노동력을 공급하기 위해 소년들을 유괴, 각 농가에 분산시켜 나무를 하고 농사를 짓게하던 중, 탈출한 소년의 신고로 전말이 밝혀졌다.
2016년 11월 9일에는 전남 진도군 개인 농장에서 80대 지적장애인이 40년 동안 무임금으로 노예처럼 살다가 경찰에 구조됐다. 전남지방경찰청은 지적장애인에게 40년간 농사일을 시키고 장애인 수당까지 가로채며 착취한 최모씨를 준 사기 및 감금, 장애인 학대, 횡령 등 혐의로 불구속 입건했다고 밝혔다.

### 김 양식장 노예

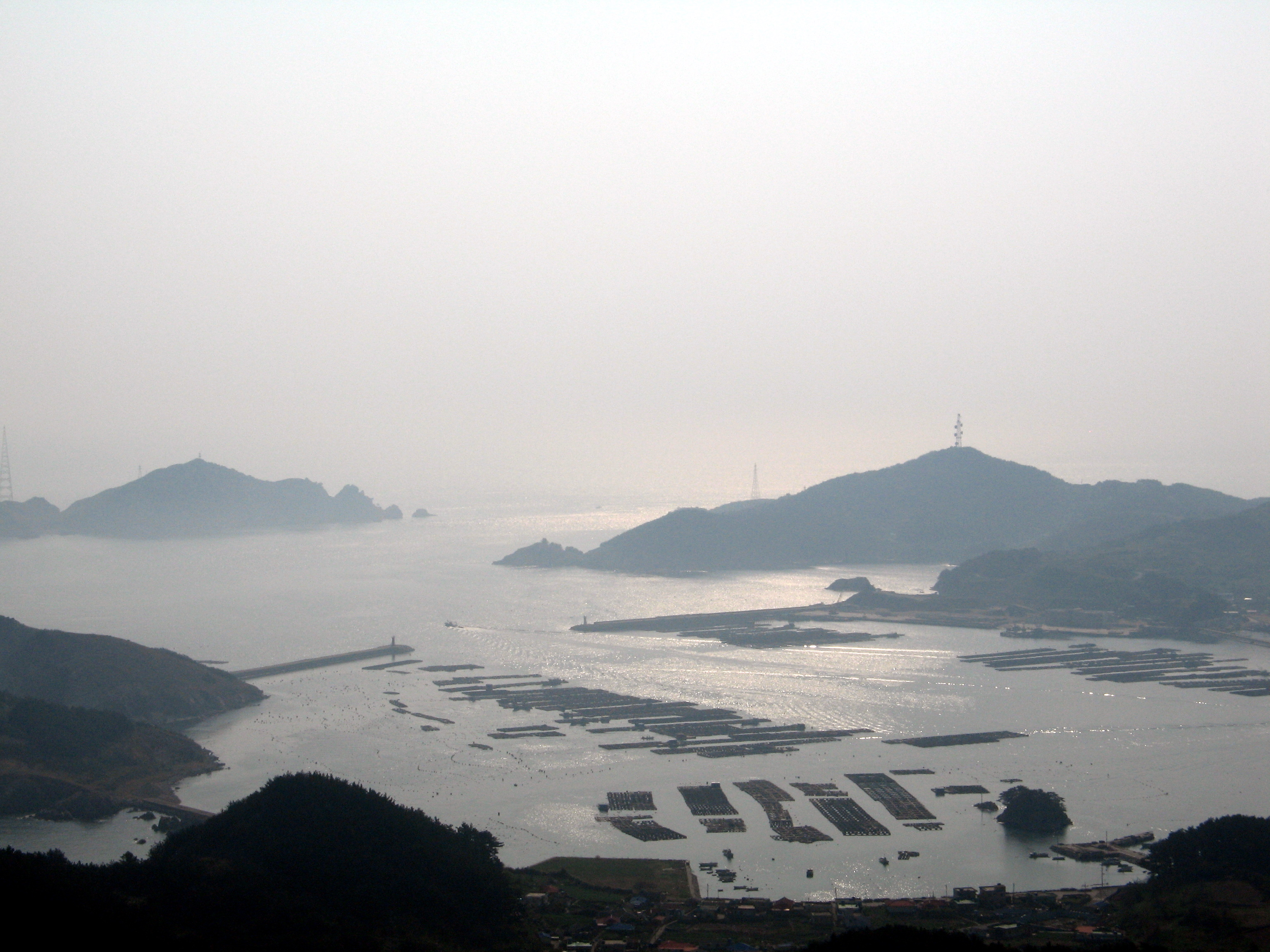
흑산도 일대의 김 양식장

강도 높은 수작업이 필요한 김 양식장은 오래 전부터 섬노예 강제 노동 행태가 빈번하게 일어나는 곳 중 하나였다. 1977년 7월 각지의 유괴된 어린이 23명이 전라남도 완도군 잉도, 넙도, 마안도 등지의 김 양식 강제노역장에서 3~4년간에 걸친 강제 노역을 하다 경찰에 의해 구출되었다. 이들은 영양실조 상태였으며 이 중 15명은 부모에 대한 기억을 상실한 상태여서 가족을 만나지 못했다. 1987년에는 영광군에서 납치된 한 소년이 신안군 사치도에서 섬노예로서 김 양식장에서 3년간 강제 노동을 하다 여객선을 타고 탈출해 가족의 품으로 돌아갔다. 1989년 7월에는 서울역을 중심으로 활동하면서 상경한 미성년자들을 유인하여 전라북도 옥구군 어청도의 김 양식장 노예로 팔아넘기는 등 총 100여명의 청소년들을 섬노예로 팔아 돈을 챙긴 인신매매단 7명이 검거되었다.
21세기에 접어들면서 전남 도서 해안 지역의 김 양식장 면적이 크게 늘어나 인부 구하기가 힘들어지는 바람에, 김 양식장 강제노동 사례는 오히려 증가하였다. 낙엽송 나무를 이용하는 전통적인 지주(支柱)식 김 양식이 1990년대 중반부터 스티로폼을 활용하는 부류(浮流)식으로 바뀌고 30∼40ha 규모의 양식장을 운영하는 대형 업자들이 생겨나면서 인력 수요는 늘었지만, 섬이나 바닷가에 찾아와 추운 겨울에 바다에서 김 채취를 해야 하는 김 양식장 노동을 하겠다는 사람을 구하기가 어려워졌다.
2001년 11월 전남지방경찰청은 노숙자, 미성년자, 장애인 등 12명을 각각 80만∼100만 원을 받고 낙도의 김 양식장에 팔아 넘긴 광주광역시 광산구 거주의 섬노예 매매업자 박 씨와, 섬노예들을 폭행하고 학대한 해남과 신안 일대의 김 양식업자들을 구속했다. 광주 버스 터미널에서 인신매매꾼 박 씨에게 유인 납치 당해 해남군 화산면의 한 섬에서 김 양식장 노예 생활을 한 김 씨는 새벽 4시에 일어나 저녁 7시까지 일하며 주인에게 몽둥이로 얻어 맞았다고 진술하였다.
2004년 1월 전라남도 해남군 삼마도 인근 해상에서 업주의 감금과 폭력으로 노예 생활을 하던 김 양식장 인부 4명이 양식장 관리선을 타고 탈출을 시도하던 중, 스크루에 걸린 그물을 걷어내기 위해 바다에 뛰어들었다가 추위와 수영 미숙으로 1명이 숨지는 사건이 있었다. 이어 2004년 6월엔 목포역에서 6살 어린이였던 김씨를 전라남도 신안군의 한 외딴 섬으로 유인해 데려와, 44년간 김 양식장 등에서 노예로 부리며 착취한 장씨가 경찰에 붙잡혔다. 섬노예 생활을 하던 김씨는 다 쓰러져 가는 폐가에서 지내면서 단 한푼의 임금도 받지 못 하고 장씨에게 수시로 폭행을 당하다가, 마을 주민의 신고로 거의 반세기만에 풀려나 보호시설로 인계되었다.
2007년 4월에는 장애인, 난치병 환자, 불치병 환자, 노숙자, 실직자 등 사회적 약자 443명을 전라남도 신안군과 진도군 일대 김 양식장이나 노예선 등에 팔아넘겨 10억여원을 챙긴 조직 폭력단 영호파 조직원들이 구속되었다. 2011년 5월에도 생활정보지에 과대광고를 내고 지적장애인 등 39명을 노예계약을 쓰게 해 전라남도 진도군과 전라북도 군산시 일대 낙도의 김 양식장에 팔아넘긴 인신매매 일당이 검거되었다.
2018년 5월 11일 방송된 SBS 《궁금한 이야기 Y》에서는, 경상남도 밀양에서 20대 초반에 실종되어, 전라남도 목포에서 노예로 팔려가 25년 간 섬노예 생활을 하다가 누나에 의해 구출된 지적장애인 박영준 씨의 사연이 소개되었다. 박 씨는 전남 신안의 노예주 밑에서 김 양식장 노예를 하다가, 전남 고흥의 노예주 자녀에게 인수되어 농장 노예를 해오던 중, 누나의 DNA 등록으로 극적으로 신원 확인이 되어 구출되었다. 박 씨가 25년 간 일한 임금과 장애 연금은 노예주들이 모두 가로챈 것으로 알려졌다.

### 노예선

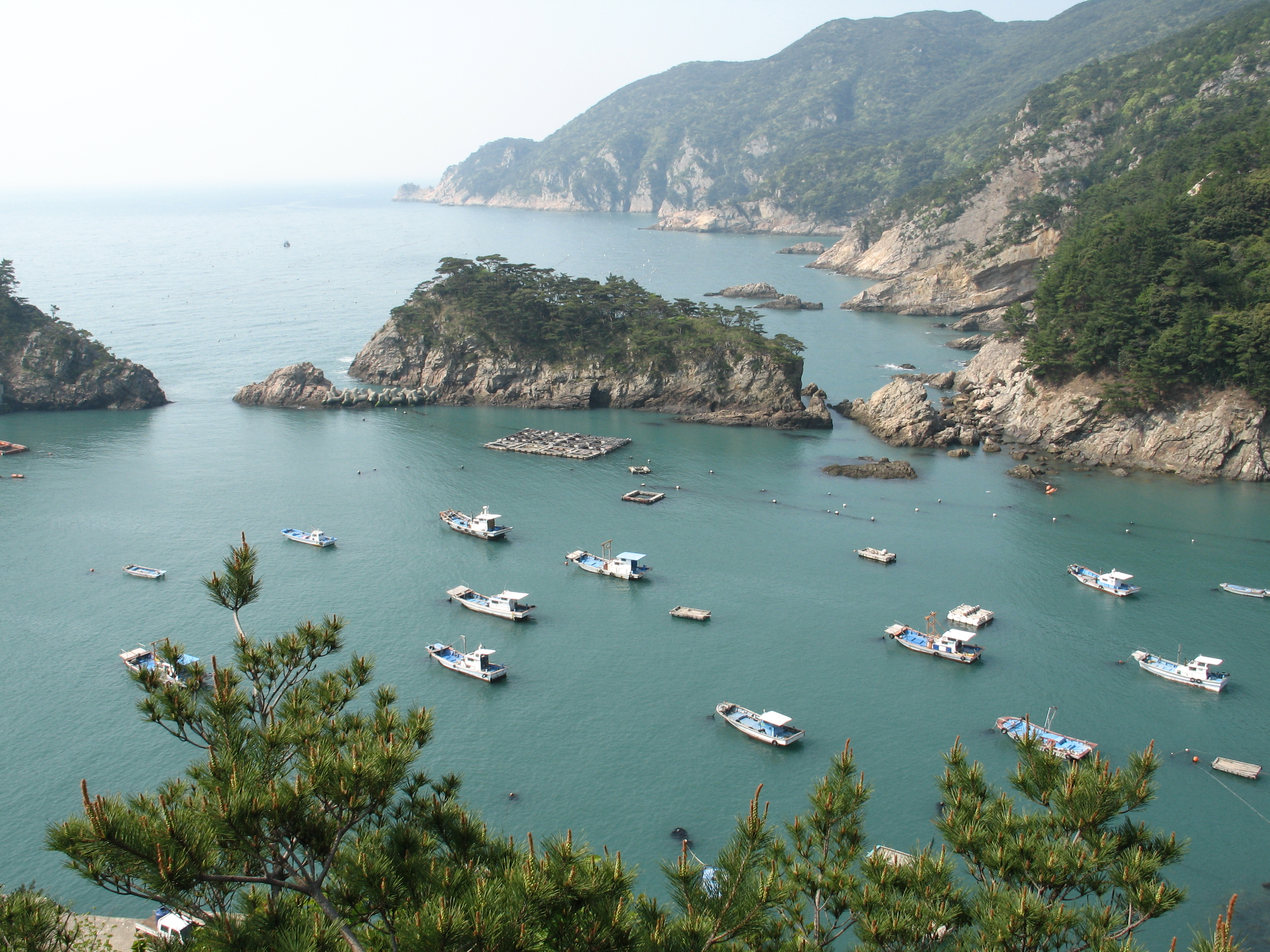
전라남도 도서 지역 해안에서 조업 중인 어선들

1989년에는 타 도에서 팔려온 섬노예들이 전라남도 영광군과 무안군 일대에서 무동력 새우잡이 어선을 타고 강제노역에 시달리면서, 선장 등 고참 선원들의 폭행을 견디다 못해 플라스틱 물통을 타고 탈출하다 익사하는 사례도 종종 발생하고 있다는 열악한 실태가 드러나기도 하였다. 1990년에도 전라북도 부안군 위도면 새우잡이 멍텅구리배에서 섬노예 생활을 하던 선원이 인신매매범들에게 끌려와 혹사당하는 사람들을 구해달라는 유서를 남기고 분신자살한 사건이 있었다.
2010년대에 이르러서도 노예선 문제는 근절되지 않아, 2011년 5월 전라남도 영광군 낙월면에서 25년간 새우잡이 어선을 타고 섬노예 생활을 해오다 온갖 구타와 학대로 인해 정상적인 사고와 의사소통이 불가능해진 이만균씨의 사연이 SBS 시사프로그램 《그것이 알고 싶다》에서 소개되어 사회적으로 파장을 일으켰다.
2대째 가업으로 대규모 노예 사업을 벌인 일당도 있었다. 2012년 4월, 전라북도 군산에서 여관을 운영하면서 수많은 지적장애인들을 군산과 목포 일대의 외딴 섬에 팔아넘겨, 어선과 양식장에서 노예처럼 강제노역을 시켜온 일당 11명이 적발됐다. 노예상 A씨는 자신의 부모가 관리해 온 100여명 중 넘겨받은 70여명을 목포 등지의 선박과 섬 등에 팔아 넘기고, 지적 연령이 낮은 나머지 30여명을 자신의 노예처럼 부려와, 대를 이은 노예 사업을 벌여왔던 것으로 드러났다. 피해자 가운데 사회적응연령이 10세 미만인 47세 D씨는 19세 때부터 30년 가까이 강제 노동을 하면서 한 푼도 받지 못 했던 것으로 알려졌다.
2012년 7월에는 전라북도 군산시 개야도 앞바다에서는 섬노예로 있다가 탈출에 실패하여 사망한 정호철의 얼굴이 삭제된 시신이 발견되었다.
2016년 7월에는 전남경찰청이 전라남도 영광군과 목포시의 새우잡이 배에서 임금과 산재보험금도 받지 못한 채 섬노예 생활을 하던 정씨에 대한 첩보를 입수하여, 5년 동안 그를 팔아넘기며 부당이득을 취해온 김씨를 구속하였다.
2020년 9월에는 전북 군산 개야도에서 밥 대신 초코파이를 먹으며 배에서 꽃게와 멸치를 잡는 노예 생활을 하다가, 인권단체의 도움으로 가까스로 섬에서 탈출한 동티모르 출신 아폴리를 비롯한 이주노동자들의 비참한 현실이 국회 환노위 국정감사에서 밝혀졌다. 이주노동자들이 섬에서 탈출 시도를 하면 여객선 매표소 직원이 고용주에게 연락해 출도를 허가했는지 확인하는 전형적인 전라도 섬노예 지역 카르텔의 특성이 이 사건에서도 나타났다.

### 염전 노예

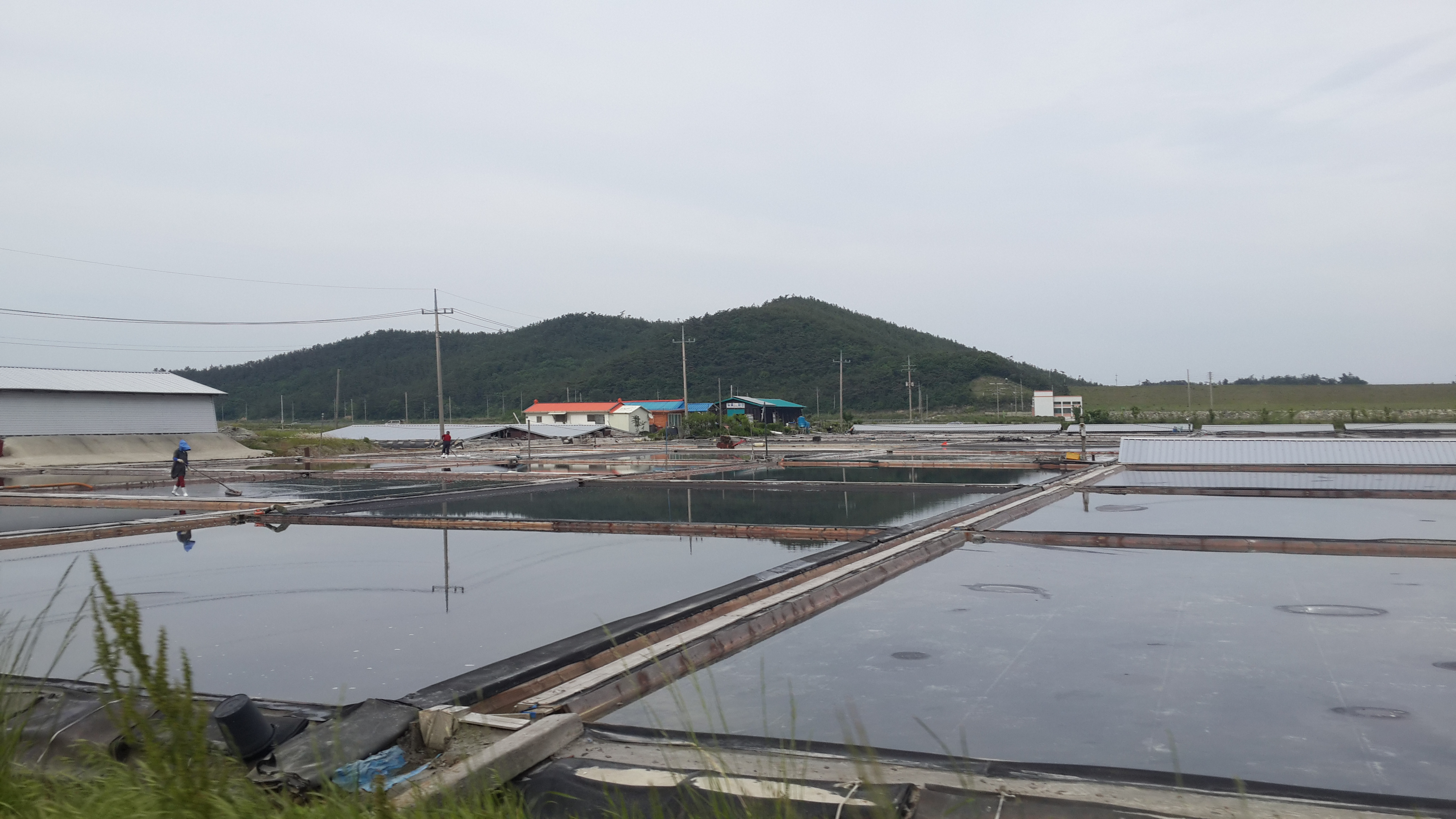
신안군의 염전

서남해안 염전에서도 역시 섬노예들의 강제노동이 빈번하였다. 2006년 SBS의 시사프로그램 《긴급출동 SOS 24》에서 신안군의 현대판 노예 청년 이향균의 강제노동 사례가 방영돼 사회적 공분을 샀다. 정신지체 장애인인 이 씨는 항구에 놀러갔다가 인신매매를 당해 섬으로 팔려온 후, 10년 동안 하루 14시간씩 염전 등에서 고된 노동과 폭행에 시달리며 임금과 장애수당까지 마을 이장에게 빼앗겨 왔다. 이에 주영찬 당시 신안군수 권한대행이 사과하고 재발방지를 약속하며 염전과 양식장에 대한 전수조사를 실시했다.
그러나 2008년 광물로 분류돼 왔던 천일염이 식품으로 인정되고 대한민국 내 천일염 시장이 급성장하면서, 노동력 수요의 증가로 서남해안 염전 노예는 쉽게 사라지지 않았다.
2014년 신안군의 염전에서 수년간 섬노예 생활을 하던 시각장애인과 지적장애인 2명이 극적으로 탈출하는 염전 섬노예 사건이 또다시 발생하여 아직 전라도 도서 지역 염전에서 강제노동 하는 섬노예의 잔재가 남아있다는 사실이 드러났다. 이 과정에서 시각장애인 김씨가 근처 파출소에 신고하지 않고 우체국을 통해 어머니에게 편지를 보내서 서울 구로경찰서에 의해 구출됐다는 사실이 밝혀지자, 지역 주민과 현지 경찰이 불법행위를 묵인하는 '침묵의 카르텔'을 형성하고 있었을 거라는 분석이 제기되었다. 염전을 2대째 가업으로 하는 신안군 의회 의원의 염전 섬노예 폭행과 임금 체불도 드러났다.
한편, 염전 노예 사건 후 박근혜 대통령이 "신안 염전 노예 사건과 유사한 사건이 발생하지 않게 하라"는 특별지시를 내리면서, 늘어난 실종 · 가출인 신고 업무에 스트레스를 느낀 전라북도 정읍시의 한 경찰관이 스스로 목숨을 끊는 일도 일어났다. 이에 사망자의 아내가 보상금을 요구하며 제기한 소송에서 2017년 3월 서울행정법원 행정13부(부장 유진현)는 공무원연금공단이 가족에게 유족보상금을 지급하라고 판결하였다.
2017년 9월 8일 서울중앙지법 민사합의42부(김한성 부장판사)는 염전노예 피해자 8명이 국가와 전남 신안군·완도군을 상대로 낸 손해배상 청구 소송에서 "국가가 박모씨에게 정신적 손해에 대한 위자료 3천만 원과 지연이자를 지급하라"고 판결했다.
2018년 5월 5일 방송된 SBS 《그것이 알고싶다》에서는 1994년에 신안군의 한 염주가 노예 한 명이 일을 못 한다고 다른 노예들을 시켜 염전에 머리를 집어 넣고 칼로 찔러 죽인 사건도 있었다는 것이 밝혀졌다. 이미 공소시효가 지나 이 살인을 저지른 염주는 처벌받지 않았다. 또한 이 염주는 다른 노예를 칼로 찔렀던 사실도 드러났으나, 현지 경찰은 염주의 말만 듣고 이 살인미수 범죄를 은폐했다는 것도 밝혀졌다. 결국 이 염주는 살인미수로만 징역 5년을 선고받았다.
2018년 5월에는 지적장애인을 염전 노예로 부리다가 2014년 신안 염전 섬노예 사건이 터지자, 단속을 피하기 위해 거짓 혼인신고를 했던 전라남도 신안의 60대 여성 염전 주인에게 실형이 선고됐다. 이 염전 주인은 2010년 6월부터 지적장애 3급인 양 모씨를 염전 노예로 부리며, 오전 5시부터 오후 8시까지 중노동을 시키면서 임금은 제대로 지급하지 않았다. 2014년 신안 염전 섬노예 사건이 터지고, 경찰이 대대적인 단속으로 양 씨가 임금 없이 노동 착취를 당하고 있다는 사실을 알아냈지만, 양 씨가 처벌을 원하지 않고 염전 주인이 밀린 임금을 주겠다고 약속해, 염전 주인에게는 벌금형만 선고되었다. 이후 염전 주인은 단속을 피하기 위해 2015년 10월 16일 양 씨와 거짓 혼인신고를 하였다. 그러나 2017년 9월, 염전 주인이 양 씨와 식사와 잠자리를 전혀 같이 하지 않고, 양 씨의 영양 및 위생 상태가 극도로 좋지 않은 것을 수상하게 여긴 수사 당국이 조사에 착수해, 염전 주인이 허위 혼인신고를 하고 수천만원의 임금을 미지급한 사실을 밝혀냈다. 2018년 5월 광주지법 목포지원은 준사기, 근로기준법 위반 등의 혐의로 염전 주인에게 징역 1년 6개월을 선고했다.
2024년 8월, 지적장애인들을 대상으로 7년간 임금 및 노동을 착취하고 그들의 명의를 도용해 3억원 이상의 불법 대출을 받은 전남 신안의 염전 업자 일가족 3명에게 광주지법에서 각각 징역형을 선고하였다.

## 반응

### 국내 반응

#### 신안 경찰서 설립
계속되는 염전 노예 사건들로 인한 부정적인 낙인을 지우기 위해 2023년 7월 신안군에 54년만에 경찰서가 설립되었다.

### 해외 반응

#### 영국 언론의 전라남도 섬노예 실태 취재
전라남도의 섬노예 실태를 고발하기 위해, 영국의 해외 취재 TV 프로그램인 《언리포티드 월드 (Unreported World)》는 목포시와 신안군 등지를 직접 방문하여, 30년 동안 섬노예로 착취당한 피해자, 피해자를 착취한 신안군의 한 섬의 노예주, 그리고 섬노예 생활로부터 탈출해 시설에서 보호받고 있는 피해자들을 취재하였고, 이를 2015년 11월 20일 시리즈 30의 에피소드 228회 〈30년간 노예 (30 Years a Slave)〉에서 방영하였다.

#### 미국의 인신매매 보고서
2022년 1월, 주한 미국 대사관은 신안 염전 노동력 착취 실태와 관련한 인권 간담회를 2022년 2월에 개최할 것을 전라남도 측에 공식 요청했다. 대사관 관계자는 전남 목포에서 수사기관 관계자들을 직접 만난 후, 신안 지역의 염전 노예 실태를 조사하였다.
미 대사관은 조사 내용이 담긴 보고서를 미국 국무부에 제출하였고, 이에 미 국무부가 매년 6월 발표하는 인신매매 보고서에 신안 지역의 노예 문제가 언급될 수 있다는 분석이 나왔다. 예측대로 2022년 미국 국무부 인신매매 보고서에서 미 대사관 관계자가 전라남도에서 조사한 어선, 양식장, 염전의 강제노동 노예 실태가 언급되었고, 이로 인해 대한민국은 20년만에 인신매매 방지 등급상 1등급에서 2등급으로 하향되었다.
2023년 미 국무부 보고서에서도 여전히 전남 지역에서 조사된 어선, 양식장, 염전 노예로 인해, 대한민국의 인신매매 방지 등급은 2년 연속 2등급으로 유지되었다. 신안 염전 노예 문제 등으로 미 국무부로부터 필리핀보다 인신매매가 심각하다는 평가를 받자, 대한민국 정부에서도 염전 노예와 같은 감금 및 착취 행위도 인신매매로 보는 인신매매 방지법을 새로 시행하도록 하는 등 대책 마련에 나섰다.

#### 미국의 천일염 수입 금지 조치
2025년 4월 3일, 미국 국토안보부 산하 관세국경보호청(CBP)은 전라남도 신안군 최대 염전인 태평염전에서 장애인 노동자들이 노예처럼 착취된다는 사실을 지적하고, 태평염전에서 생산되는 천일염을 강제 노동 상품으로 규정하여, 태평염전의 모든 상품을 억류하고 수입 금지 조치를 취하였다.

## 전라도 섬노예를 소재로 한 작품

### 영화
- 《김복남 살인 사건의 전말》
- 《섬. 사라진 사람들》
- 《나를 찾아줘》

### 드라마
- 《모큐드라마 싸인》 21회 〈누가 이들을 섬 노예로 만들었나?〉

## 같이 보기
- 인신매매
- 무자유 노동
- 성노예
- 2014년 신안군 염전 섬노예 사건